# 気候正義

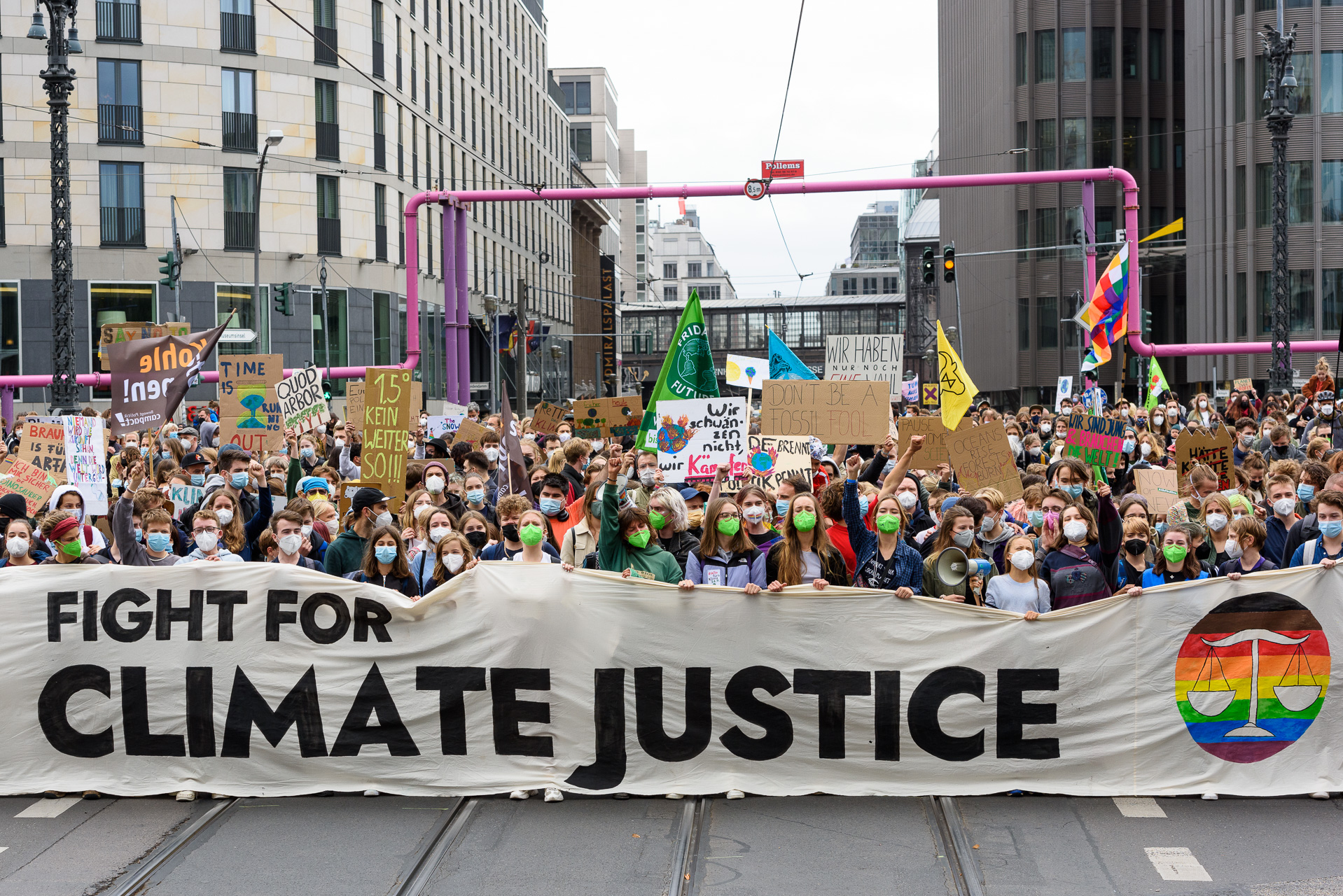
2021年9月「気候正義のために戦う」というスローガンを掲げてベルリンで行われたフライデーズ・フォー・フューチャーデモ。

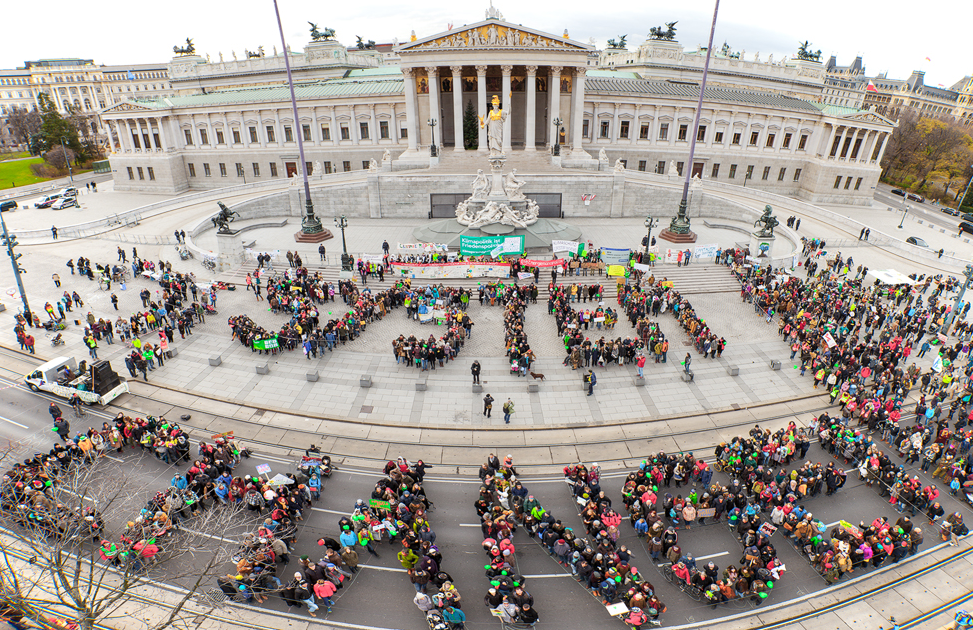
気候正義を要求する草の根運動の参加者の多くは、制度（システム）の変更を求めている。2015年COP21 開催期間中、ウイーン。

気候正義（きこうせいぎ、英：Climate justice）とは、気候変動の影響・負担・利益を公平・公正に共有し、弱者の権利を保護するという人権的な視点をいう。気候変動は人為的に引き起こされた国際的な人権問題であり、その不公正な事態を正して地球温暖化を防止しなければならないという考え方である。これは特に、気候変動/地球温暖化が社会的に脆弱な国々や人々に不平等に及ぼしている害に焦点を当てた概念で、環境正義や社会正義の一部である。気候正義は、平等・人権・集団的権利・正義・そして気候変動に対する歴史的責任などを検討し、気候変動による負担とその緩和努力の不平等の解消を目指し、提言や政策変更を通じてその実現を図る。
気候正義は、化石燃料とその関連産業によって最も利益/恩恵を享受してきた国や者たちが気候変動に最も大きい責任があるにもかかわらず、気候変動に対して僅かな負担しか負っていないことを指摘する。最大の被害者は逆に、気候変動に対して殆ど責任のない国・地域・人々や、最も貧しく社会的に隅に追いやられている人々である。国や文脈によっては、そのような人々とは低所得者や先住民族・有色人種などの被差別者を意味し、これらの人々は気候変動によって、既に被っている人種・性別・（身体的）障害などによる不平等がさらに悪化する可能性さえある。そのような状態・事例を気候不正義（英：Climate injustice）と呼ぶ。
世界的に増加している気候変動訴訟は気候正義に基づく行動である。2017年の国連環境計画（UNEP）の報告では世界中で894件（当時）の法的措置が進行中と確認された。

## 定義と目的：バリ気候正義原則
最も単純には気候正義の概念は、手続上の正義と分配的正義という２つの枠組みに分類される。手続上の正義とは紛争を解決し資源を配分するプロセスにおける公平性という概念で、公正で透明性があり包括的な意思決定を重視する。分配的正義とは社会における資源・財・機会の配分における公平性という概念で、気候変動に対する対策負担および結果を誰が担うかを重視する。気候コストを公平に分配するための原則は少なくとも10種類あるとされる。
気候正義の目的のひとつは、不平等に大きな被害を気候変動により被る脆弱な人々に対し、企業・個人・政府が負うべき一連の権利と義務をそれらに正しく負担させることである。また気候正義は気候変動緩和に伴う社会的影響も対象とする。その社会的影響が適切に考慮されないと深刻な経済的および社会的緊張を招きうるからである。
バリ気候正義原則（Bali Principles of Climate Justice）は、地球サミットの最終準備交渉のためバリ島に集まった国際的な団体連合により2002年6月に策定された、気候変動に「人間の顔」を向けることを目指した一連の原則であり、気候正義の主張と目的を以下の27項目で述べている。
1.     気候正義は、大地の母の神聖さ、生態系の統一性およびすべての種の相互依存性を肯定し、地域社会が気候変動とその関連する影響、ならびにその他の生態学的破壊から解放される権利を有すると主張する。
2.    気候正義は、温室効果ガスおよびそれに関連する地域汚染物質の生産を削減し、最終的には廃絶する必要性を認める。
3.    気候正義は、先住民族および被害を受ける地域社会が自らを代表し、自らの声を発する権利を肯定する。
4.    気候正義は、政府が自国民に対して民主的に責任を負い、「共通だが差異ある責任」という原則に従って気候変動に取り組む責任を有することを認める。
5.    気候正義は、特に影響を受ける地域社会が、気候変動への対処に関する国内および国際的なプロセスにおいて主導的役割を果たすべきであると主張する。
6.    気候正義は、持続不可能な生産・消費パターンや生活様式を形成し、国内外の意思決定に不当に影響を及ぼす多国籍企業の役割に反対する。
7.    気候正義は、産業化された政府および多国籍企業が温室効果ガスの吸収能力を地球から奪ったことにより、世界の他地域に対して負っている「生態学的負債」の原則の承認を求める。
8.    生態学的負債の原則を肯定しつつ、気候正義は、化石燃料および資源採掘産業が温室効果ガスの生産および関連する地域汚染物質に関する過去および現在のライフサイクル全体の影響に対して厳格に責任を負うべきであると主張する。
9.    生態学的負債の原則を肯定しつつ、気候正義は、気候変動およびそれに伴う不正義の被害者が、土地、生計、その他の損害に対する完全な補償、回復、賠償を受ける権利を保護する。
10.  気候正義は、すべての新たな化石燃料の探査および開発、原子力発電所の新設、原子力の使用の段階的廃止、大規模水力発電計画の建設に対する一時停止を求める。
11.  気候正義は、すべての生命の持続可能な地球のために、清潔で再生可能で地域主導型の低影響エネルギー資源を求める。
12.  気候正義は、貧困層、女性、農村住民および先住民族を含むすべての人々が、手頃で持続可能なエネルギーにアクセスする権利を有することを認める。
13.  気候正義は、炭素取引や炭素隔離など、市場に基づくあるいは技術的な気候変動への解決策が、民主的責任、生態的持続可能性および社会正義の原則に従うべきであることを主張する。
14.  気候正義は、資源採掘、化石燃料その他温室効果ガスを生産する産業に従事するすべての労働者が、持続不可能な生産に基づく不安定な生活か失業かを選ばざるを得ない状況を押し付けられることなく、安全で健康的な職場環境を持つ権利を有することを主張する。
15.  気候正義は、環境および地域社会に対するコストを外部化せず、「公正な移行」の原則に沿った気候変動への解決策の必要性を認める。
16.  気候正義は、気候変動およびその関連影響により、文化および生物多様性の絶滅を防止することに尽力する。
17.  気候正義は、清潔な空気、土地、水、食料および健全な生態系への基本的権利を保護する社会経済モデルの必要性を認める。
18.  気候正義は、生計および文化を自然資源に依存する地域社会が、それらを持続可能な方法で所有し管理する権利を有することを認め、自然およびその資源の商品化に反対する。
19.  気候正義は、あらゆる人々に対して、差別や偏見のない相互尊重と正義に基づく公共政策を要求する。
20.  気候正義は、先住民族の自決権、土地（地下資源を含む）、領域および資源の管理権、ならびにその領域と文化的生活様式の破壊または劣化をもたらす行為や行動からの保護を受ける権利を認める。
21.  気候正義は、先住民族および地域社会が、ニーズの評価、計画、実施、執行、評価のすべての意思決定レベルにおいて効果的に参加する権利、事前の自由かつ十分な情報に基づく同意の原則の厳格な履行、そして「ノー」と言う権利を認める。
22.  気候正義は、女性の権利に対処する解決策の必要性を認める。
23.  気候正義は、若者が気候変動およびその関連影響に取り組む運動の対等なパートナーである権利を認める。
24.  気候正義は、軍事行動、占領、抑圧および土地、水、海洋、人々、文化、その他生命形態の搾取、特に化石燃料産業の関連において、それらに反対する。
25.  気候正義は、現在および将来世代の教育を求め、気候、エネルギー、社会および環境問題に重点を置き、現実の体験および多様な文化的視点の理解に基づくことを強調する。
26.  気候正義は、我々が個人および地域社会として、大地の母の資源消費を最小限に抑え、エネルギー需要を節約し、環境および大地の母との倫理を再考し、ライフスタイルを意識的に見直し、優先順位を変える選択を行い、清潔で再生可能で低影響のエネルギーを利用し、自然界の健康を現在および将来世代のために守る必要があると求める。

27.  気候正義は、未だ生まれていない世代が自然資源、安定した気候および健全な地球に対する権利を有することを認める。
策定からすでに20年以上経過しているが、先進国が温室効果ガスの排出を緊急に削減する適切な行動をとらず、途上国に対する気候変動対策への支援も十分ではない現状を鑑みると、バリ気候正義原則は今日においても変わらずむしろ一層重要になっている。　　

## 気候不正義の原因と現況

### 現代植民地主義に起因する不正義
気候正義の問題は、植民地主義による歴史的不平等と搾取的慣行に根ざしており、気候変動の負担の不公平は制度的な問題によって今日も続いている社会構造的不正義と見なされている。制度的に関連する気候正義の問題は、特に大英帝国の植民地支配をされた歴史を持つ地域（例：ゲール語圏のアイルランド・スコットランド・オーストラリア・インドなど）で見られ、気候正義に基づく構造変化を妨げている。
植民地主義は伐採や持続不可能な農業など土地から最大限に資源を搾取する慣行をためらうことなく長年行ってきた。アイルランドにおけるイギリスの植民地主義は、後の米国にそのまま持ち込まれアメリカ先住民族を侵略し、彼らの居住域では環境正義を含めすべての正義が完全に無視され続けてきた。侵略者たちは先住民たちに「明白な運命」（"マニフェスト・デスティニー"）など独善的な米国帝国主義概念や、インディアン移住法（1830年）・ドーズ法（1887年）といった不平等法を平然と押し付け、「拡張と進歩」の名目で彼らの共同体と土地を一方的に搾取し続けることを正当化してきた。今でも米国におけるパイプラインや石油掘削に関する問題は、しばしばそれらが先住民の土地に建設されることに起因する。すなわちここで古来の植民地主義による侵略・抑圧的制度によって、先住民族のコミュニティが使い捨て可能な存在と現代でも見なされているのであり、それに対しこれらコミュニティが国や大企業に対して実効性のある行動をとることは極めて困難である。

### 制度的不備による不正義

縦軸は各国の国民年間一人当たり二酸化炭素排出量、横軸は各国の人口（すなわち各国の色別された長方形はその国の総排出量）を示している。化石燃料産出富裕国であるサウジアラビアは人口こそ少ないものの一人当たり排出量は突出して世界最多であり、以下米国・ロシア・イラン・中国・日本と続き、これら６か国が世界最悪の一人当たり排出国である。

各国が排出した温室効果ガスによる全世界的経済損害（1990～2014年の累計）。

気候不正義の根本原因について、保守的な環境団体と左派の組織との間には根本的な対立が存在する。前者はしばしば、気候変動の原因を新自由主義の行き過ぎに求めるが改革はあくまで市場ベースで資本主義の枠内で進めるべきだと主張するのに対し、後者は資本主義そのものの搾取的性質が根本的な原因だと主張する。
一方で、気候正義を経済的枠組み・国際組織・政策メカニズムを通じて追求すべきとする立場では、根本的原因はこれまで炭素排出量取引制度のような措置の世界的実施を怠ってきたことにあると主張する。

### 経済格差：富裕層による不正義

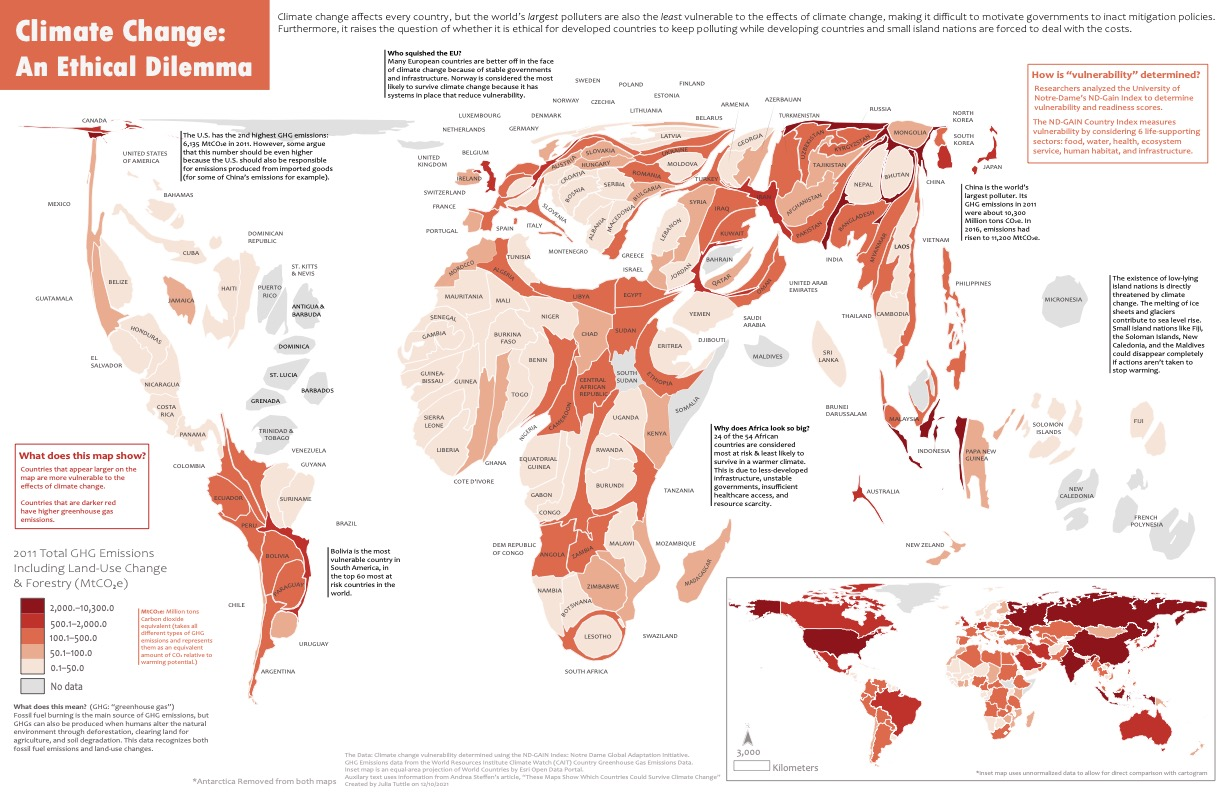
気候変動の影響に対する各国の脆弱性をその国の大きさで、その国の温室効果ガス排出量を色の濃さで表した図。排出量が多い国は概して脆弱ではない。

気候変動の影響を最も受ける人々や国々の多くは、それに対する責任が最も少ない一方、世界で最も裕福な国と人々が、最も多く地球環境に害をおよぼしている。これらの人々およびその政府による強力な行動が、これらの影響を軽減するために必須である。

富裕国（発展国）は貧困国（発展途上国）よりも国民一人当たりの二酸化炭素排出量が多いことが国別に富の影響をスケーリングするとわかる。一人当たり平均GDP が約 10,000 ドル以上で増加率はやや減少するものの排出量は一人当たりのGDPにほぼ正比例して増加する。

2020年にオックスファムとストックホルム環境研究所が発表した報告によれば、1990年から2015年の25年間で、世界人口の最富裕層1%は最貧困層50%全体の２倍以上もの二酸化炭素を排出した（累積排出量はそれぞれ15%と7%）。2023年の報告ではさらに格差が拡大し、最富裕層1%は最貧困層66%よりも多くの炭素を排出しており、最富裕層10%が世界の全炭素排出量の半分以上に責任があるとされた。
富裕層はエネルギーを大量に費消する製品を多数使用し、膨大な量のエネルギーを浪費する。貧困層下位50%は消費量20%未満にしか直接的責任がなく、取引調整後では富裕層上位5%よりも少ない消費しかしていない。特に顕著なのは自家用車によるもので、上位10%が自動車燃料の56%、自動車購入の70%を占めていた。
2023年の研究では、主に富裕層の温室効果ガス排出によって2100年までに気温が2度上昇した場合、およそ10億人の主に貧困層の人々が死亡すると予測された。

### 社会的差別による不正義
人種・民族・所得・性別・年齢などによる不平等などにより社会的に差別されている人々は、気候変動により特に大きな害を被る。その被害はこれら被差別者の人々が気候変動への政府対応策の計画過程にほとんど参画させられていないことや、緊急支援を受けるのが後回しにされがちなことにより大きくなる。そのような状況は、疎外された人々を軽視・蔑視する国の制度的な不正義構造によってさらに悪化している。こうした人々は資源と保護へのより普遍的で大きいアクセスが提供されない限り、永続的に害を被り続ける。 
有色人種のコミュニティは長らく気候関連の不正義の対象である。有色人種のコミュニティは多くの場合低所得であり、レッドライニングのような歴史的不正義により、気候関連の問題に立ち向かうことが著しく困難になっている。（後出「ハリケーン・カトリーナ」の項を参照）
低所得者層のコミュニティも気候変動に対してより高い脆弱性を抱えている。これらの地域は企業が有害な工場や産業活動を行う場所となることが多くそれらからの環境汚染に加え、熱波や異常気象の被害も過大に被る傾向がある。
先住民族は入植者による植民地主義と強制移住により不当な歴史的被害を受けており、気候変動に対処する資源も限られている。米国では歴史的に不正義が先住民の土地を取り上げ、近代になっても石油や重要鉱物といった資源のために先住民の土地がしばしば搾取されている。先住民の土地は核廃棄物などの有害物質の投棄場所とされることさえも多い。（前項「現代植民地主義に起因する不正義」の項を参照）
女性もまた不利な立場にあり男性より大きい影響を被りうる。たとえば石油パイプラインの近くには「マンキャンプ」として知られる隔絶された地域に男性労働者が集団で滞在することがあり、こうした集団は特に先住民女性に対して性別に基づく暴力の発生率を高める。全体としても歴史的に女性を軽視・蔑視してきたことが、気候変動関連対策においても女性の声が軽視される原因となっている。

### 気候変動の三重の不正義
社会的弱者のように既に気候不正義で二重に被害を被っている人々が、気候変動への対応策によってさえも不利益を被る場合があり、これを「気候変動の三重の不正義」（triple injustice of climate change）という。これは「グリーン移行」のコストが過重であるため、その対応策に沿った行動ができない場合などに生じる（例：化石燃料自動車から電気自動車への買い替え）。

### 気候難民
気候難民 （Climate refugees）とは、気候変動の影響によって住む場所を追われ、他の地域や国へ移動を余儀なくされた人々を指す。たとえば海面上昇・干ばつ・洪水・森林火災・異常気象などにより、生計や安全な生活環境を維持できなくなった人々がその対象となる。国連難民高等弁務官事務所（UNHCR）は、公式にはこの語を使用していないが、気候変動に強く影響されての事実上強制的な移動は急速に拡大していると指摘している。しかしUNHCRや国際移住機関（IOM）を含む関係機関の間では、気候難民という用語は誤解を招きやすく使用は避けるべきだというコンセンサスが高まっている。何故なら気候変動を含む環境的問題による移住は主に国内であり、必ずしも法的に強制的なものではないため、この用語の使用は難民保護のための国際法体制を損なう可能性がある。

### 将来世代への不正義

次世代は極端な暑さなどの異常気候に頻繁に晒される。1.5度の地球温暖化では、2020年に生まれた人口の48％が「前例のない」熱波を経験し、3.5度温暖化の場合は93％である。

2020年時点での気候政策の下では、2020年生まれの人々は、気候変動を主に引き起こした世代（1960年）生まれの人々よりも、生涯にわたって2～7倍多くの熱波やその他の極端気象イベントを経験することになる。これは気候変動に責任のある世代が責任のない世代に残す負の遺産であり、世代間不公平の問題を提起している。ニュージーランドで2009-2018年にかけて56,513人を対象に実施した調査によれば、若年層ほど気候変動について懸念している。自分たちの世代の将来がかかっているという自覚の顕れであるともいえる。これを鮮明にしたエピソードに、気候変動に関するアル・ゴアの2006年の映画『不都合な真実』の試写会での出来事がある。ベンチャーキャピタリストのジョン・ドーアと彼の娘が映画を見た後に娘が言い放った一言「パパの世代がこんな問題を作ったのよ」はその場の一座を凍り付かせた。
温室効果ガスは将来世代に対し長期的かつ不可逆的な損害をもたらす。気候システムには転換点（ティッピング・ポイント）が存在し、たとえば温暖化がある水準を超えると、氷河・永久凍土・海氷が不可逆的に崩壊し始める。気候転換点を超えるレベルの炭素排出を続ける人々は、将来世代の人々に対し重大な不正義を犯しているのである。

## 気候不正義による被害例

### 2005年ハリケーン・カトリーナ

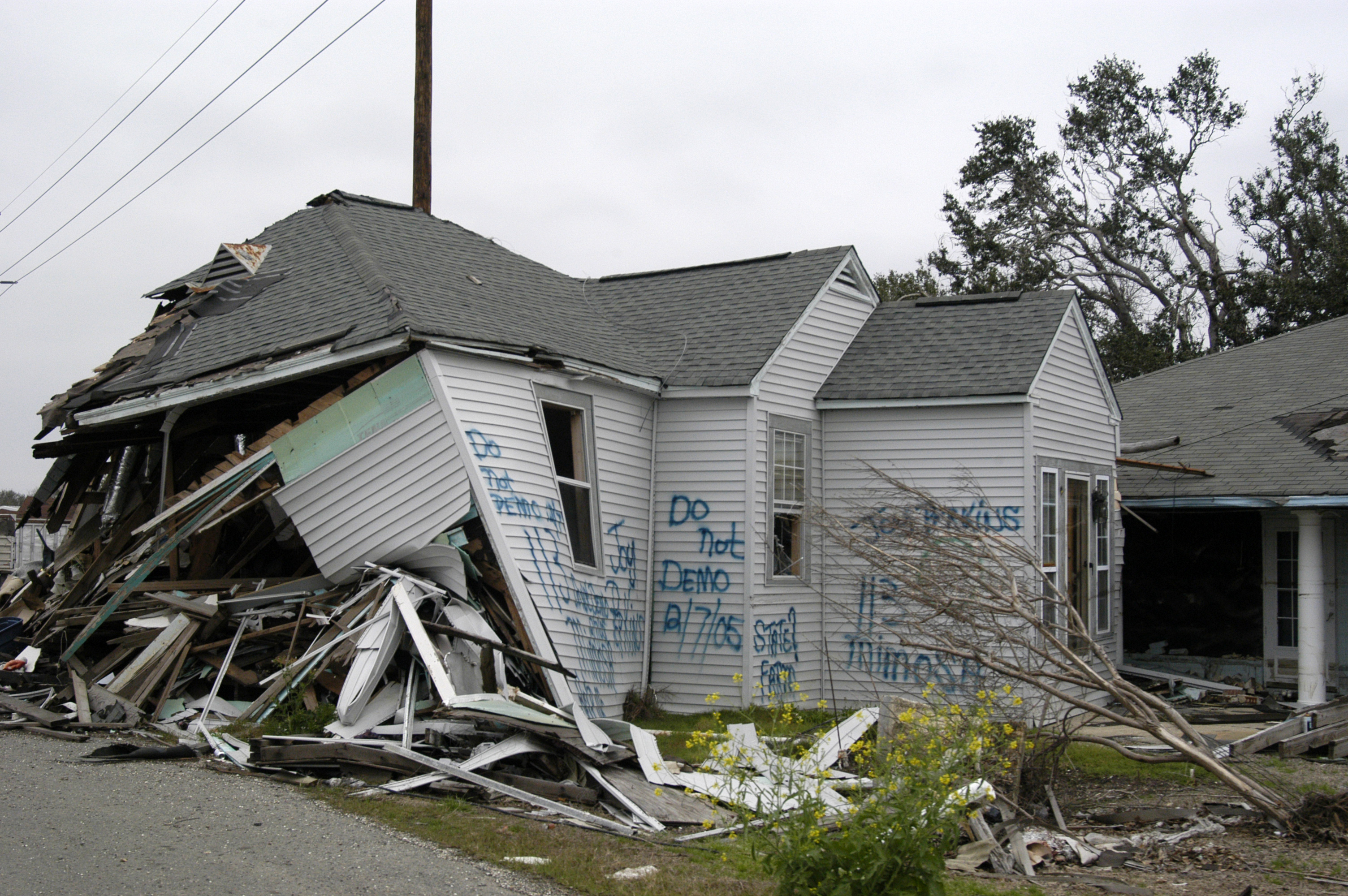
ハリケーン・カトリーナによる高潮で堤防が決壊し、ルイジアナ州ニューオーリンズ第9区において家屋が押し流され基礎から破壊された。第9区居住は約90%が有色人である。

気候変動により熱帯低気圧は今後さらに強まり、降水量の増加や高潮の規模の拡大が予測される。これらの変化は海水温の上昇および大気温の上昇に伴う最大水蒸気含有量の増加によって引き起こされる。
2005年のハリケーン・カトリーナは気候変動による災害が人々にどのように不公平な被害を及ぼすかを明白にした。具体的には低所得層およびマイノリティの被害が特に大きく、最も脆弱であるのは貧困層・有色人種・高齢者・病人・そしてホームレスであることは明らかであった。たとえば低所得層および有色人コミュニティには避難のための資源や移動手段がほとんどなかった。ハリケーンが去った後も低所得者コミュニティが最も深刻な汚染の影響を被り、それは政府の救済措置が最もリスクの高い人々を十分に支援できなかったことによりさらに悪化した。

### 2019年ホンジュラス大干ばつ：中南米の自給農家
食料安全保障は、食料不足時に頼るべき食料市場が脆弱であるか存在しない農村地域において重大な懸念事項である。中南米の貧困国では農業が最も重要な経済部門であり、小規模農家にとって主要な生活手段である。トウモロコシは中南米諸国の小規模農場において今なお自給作物として栽培されている唯一の穀物で、その収穫量減少は中南米共同体の福祉および経済的発展を脅かす。2019年8月ホンジュラスは干ばつにより国内南部でトウモロコシで72%・インゲン豆で75%の収穫を失い非常事態を宣言した。中米全域では気候変動により食料安全保障の問題はさらに悪化すると予測されており、2070年までにトウモロコシの収量は10%・インゲン豆は29%・米は14%減少すると予測されている。中米における主要作物消費は、トウモロコシ70%・インゲン豆25%・米6%であり、これらの収量減少は壊滅的な結果をもたらしうる。
中南米および他の発展途上地域における自給農家に対する気候変動の影響は、彼らが気候変動に殆ど責任がないことと、気候災害に不均衡に脆弱であることで不公正である。気候災害に対する不公平な脆弱性は歴史的・社会的に固定されてしまっており、小規模および自給的農家に影響する社会経済的・政策的な傾向が、彼らの変化への適応能力を制限している。政策および経済動向の歴史は農家に悪影響を与えてきた。1950年代から1980年代にかけては高インフレと実質為替レートの上昇により農産物輸出の価格が低下、その結果彼らに世界市場価格よりも低価格での販売を余儀なくさせた。このため中南米諸国の政策や作付計画は農業の集約化を促進することを指向し、これは大規模な商業農家により多くの利益をもたらした。その後1980年代および1990年代には、穀物と畜産物の世界市場価格が低迷したため農村部の貧困はさらに悪化した。
気候変動に対する脆弱性の認識はコミュニティ内部の間でも異なる。これはメキシコのカラクムルにおける自給的農家の例に見られる。
適応のための重要な要素には、食料不足や飢饉の影響を軽減するための政府の取り組みが含まれるべきで、公平な適応と農業の持続可能性のための計画には、農民を意思決定過程に関与させることが求められるが、計画は地域レベルでの気候変動の影響を予測する困難さなどによって妨げられている。

### 2022年パキスタン大洪水
パキスタンは世界の温室効果ガス排出量の1%未満しか責任がないにもかかわらず、その責任に不釣り合いな激甚災害に襲われた。2022年壊滅的な洪水に見舞われ、3,300万人以上が被災し多くの人命と財産が失われた。気候変動によるとされる前例のないモンスーン降雨と氷河の融解により、国土の3分の1が水没した。世界的な炭素排出への寄与がこれほど少ない国がこれほど深刻な被害を被ったのである。

## 気候正義の改善策

### 負担分担における正義の共通原則
気候変動緩和にかかる経済的負担はGDPの1%から2%程度と見積もられている。気候変動の負担を誰がより多く負うべきかを判断するにあたっては、以下の三つの正義原則が使用され得る：a）問題を最も多く引き起こした者、b）最も多くの負担を担える能力のある者、c）気候変動を引き起こす活動から最も利益を得てきた者。2023年のある研究では、上位21社の化石燃料企業は2025年から2050年の間に累積5.4兆ドルの気候補償を支払うべきと試算された。
別の意思決定手段として、1.5℃を超えないようにするなどの目的から出発しそこから逆算して誰が何をすべきかを決めるというものもある。これも公平性を維持するため負担分担の正義原則を適用する方法である。
貧しい国を支援する資金を提供することを望む富裕層の人々もいないわけではない。2023年5月に発表された社会科学研究ネットワークの科学者による研究によると、富裕国から貧困国への資金供出を伴う国際的な排出量取引制度に対し、欧州の76%・米国の54%の市民が支持を表明している。しかしこれが実現するかは不透明である。

### 裁判と訴訟
気候変動訴訟（いわゆる「気候訴訟」）は環境法の新たな分野であり、政府や企業などによる気候変動対策を促進するために司法を利用して判例を作っていく取り組みである。政治の動きが鈍く気候変動政策が遅れる中で、活動家や法律家は国内外の司法制度を活用して対応を強化してきた。気候訴訟は通常、以下の５つの法的主張のいずれかに基づく：憲法（国家による憲法上の権利侵害）、行政法（行政判断の妥当性への異議）、民法（企業や団体に対する過失、妨害などの責任追及）、消費者保護や詐欺（気候影響に関する誤情報の提供）、人権（気候変動への無策が人権保護の失敗であるという主張）。

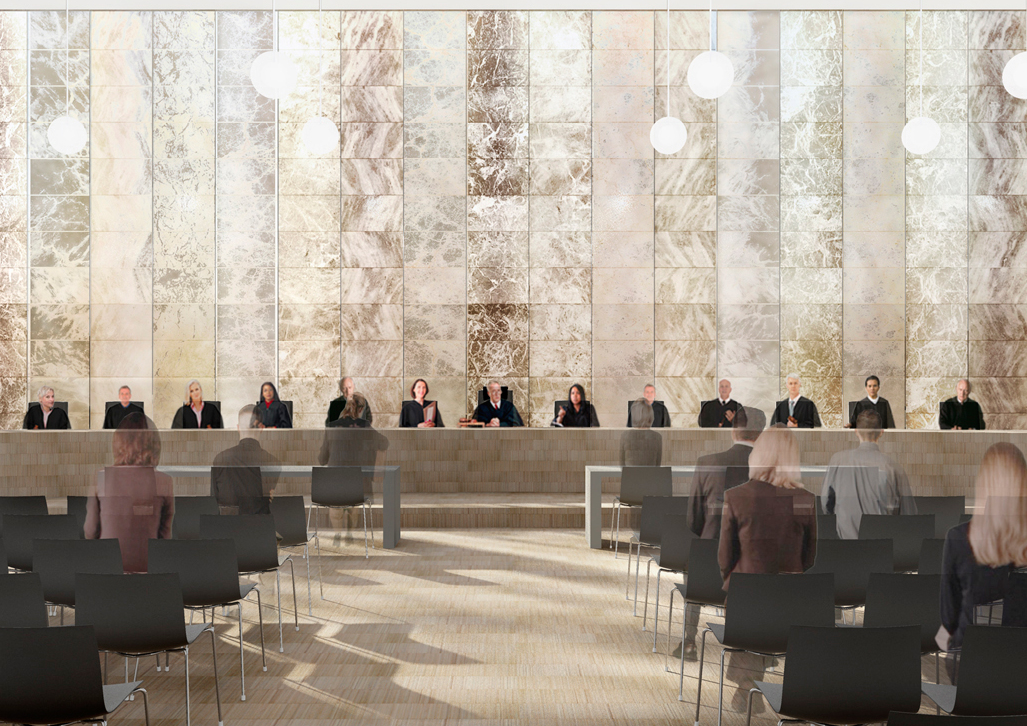
2019年オランダ最高裁判所は、気候変動は国民の人権を脅かすものであり、政府は二酸化炭素排出量をさらに削減する必要があることを確認した。

2022年12月時点で気候変動関連の訴訟件数は2,180件に達しており、その半数以上（1,522件）は米国で提起されている。その代表的な例が「ジュリアナ対アメリカ合衆国」訴訟である。「Our Children's Trust」という団体が、米国政府が若者の生命・自由・安全を守る憲法上の権利を適切に保護していないとして提訴した。既存の法律に基づけば、関係当事者の中には裁判所によって行動を強いられることもある。たとえば「サウル対RWE」などの事例がある。
Held対モンタナ州訴訟は米国において州憲法に基づく気候訴訟として初めて裁判に至った事例であり、2023年6月12日に公判が開始された。この訴訟は2020年3月にモンタナ州の2歳から18歳の16人の若者によって提起されたもので、彼らは州の化石燃料産業への支援が気候変動を悪化させ自分たちの生活に悪影響を与えたと主張し、現在および将来の世代に対してモンタナ州憲法による「モンタナにおける清潔で健康的な環境」を享受する権利が侵害されたと訴えた:Art. IX, § 1。2023年8月14日、地裁の判事は若者側に有利な判決を下したが、州側は控訴の意向を示した。2024年7月10日モンタナ州最高裁は口頭弁論を実施し、7人の判事が審議を行った。同年12月18日モンタナ州最高裁は地裁の判決を支持した。

### 人権に基づくアプローチ
人権と気候変動は、国際人権と地球温暖化の関係性を研究・分析・対処するための概念的および法的枠組みである。この枠組みは、各国政府・国連機関・国際機関・NGO・人権と環境の擁護者・学者などによって、国連気候変動枠組条約（UNFCCC）および主要な国際人権文書のもとで、国内外の政策形成を導くために使用されてきた。2022年IPCC第２作業部会は「気候正義は開発と人権を結びつけ、権利に基づくアプローチによって気候変動に対処する正義である」と示唆している。

## 気候正義実現に向けた課題

### 化石燃料利益享受者とその抵抗

世界の化石燃料産業の純利益はCOVID-19パンデミックからの回復後2022年に過去最高の4兆米ドルに達した。

右側に示されているそれぞれの巨大石油企業の2007～2022年の年間利益の積み上げ棒グラフ。これら企業はロシアのウクライナ侵攻による燃料価格上昇で利益が激増、パンデミック前の水準のほぼ2倍にも達した。その結果それら企業に負債の削減・ロシアでの事業閉鎖による税控除などを享受させ、温室効果ガス排出削減計画からの後退を許した。それら企業に対し超過利得税（”暴利税”、windfall tax）を求める世論の声が高まった。

米国の一人当たりおよびGDP当たりの温暖化ガス排出量は大幅に減少していても、人口とGDP増加（経済活動の拡大）が排出低減の取り組みを相殺し、排出削減総量は僅かでしかない。

化石燃料（石油・ガス・石炭）の燃焼温暖化ガス排出は全温暖化ガス排出の7割以上であり、化石燃料の段階的廃止は気候正義上の重要課題である。しかしいうまでもなく化石燃料産業の従事者（産業界）や支持者（政界）、石油輸出国機構加盟国など化石燃料採掘を中核とする産業を抱える国々およびその国民はこれに反対しその防止・破棄を目論む。エジプトでのCOP27に出席した関係者によれば、サウジアラビア代表団は世界が石油の使用を減らすよう求める声明の採択を妨害しようとした。サウジアラビアおよび他の一部の産油国の反対により、サミットの最終声明には化石燃料の段階的廃止を各国に求める文言が盛り込まれなかった。また2022年3月気候科学者との国連会合において、サウジアラビアとロシアは、公式文書から「人為的な気候変動」という表現を削除するよう圧力をかけ、人間による化石燃料の燃焼が気候危機の主因であるという科学的事実に論争を挑んだ。
化石燃料採掘廃止による移行の影響は、採掘国よりも経済が多様化した富裕国の方が、社会経済的な吸収政策により良好に対応できると考えられている。ある研究は、歴史的に採掘によって利益を得てきた国の政府が先導すべきであり、産油国など化石燃料への依存度が高く移行能力が低い国々がその後に続くには支援が必要であるとしているが、採掘国は富裕で支援なしで適切な移行を十分実施できるはずだという意見も多い。

### 社会混乱と政策支援
気候正義はしばしば社会の安定と衝突することがある。たとえば、気候変動対策による新たな価格制度の導入は社会的不安を引き起こしうる。脱炭素化の取り組みにより、物質的な所有・快適さ・慣れ親しんだ習慣などを多少享受できなくなるかもしれない。
複数の研究では、急速な移行が実施された場合、公共インフラや再生可能エネルギーシステムの構築など「グリーンジョブ」需要の増加により、少なくとも一時的には雇用が創出されると見積もられている。
特にライフスタイルの変化や産業規模での転換を促進しようとする際には、社会的緊張が高まり政権への支持が低下しうる。例えばガソリン価格を低く抑えることは、貧困層や中間層にとって「非常に有益」であるとされ、このような背景で、国は気候正義を無視することで得られる経済的利益のために、気候正義問題への対処を表面的なものだけに留めることが多く、法律制定や抗議行動による進展を困難にし気候正義運動の大きな障壁となる。この「気候正義ネグレクト」に対抗するため前述の「バリ気候正義原則」などの文書が作成され、国が不正義に加担している時にこそ地域社会が団結して変革を図る重要性を強調している。

### 合意の障壁となる利害対立
気候問題においても、異なる利害・ニーズ・状況・期待・考慮・歴史に基づく多様な解釈や視点は、「公正とは何か」の解釈を極めて多様にし各国が合意に達するのを困難にする。しかし効果的で正統性がありかつ執行可能な合意を築くことはいっそう複雑になりうる。

### 補償額の適正化
一部では、気候正義に基づく富裕国による途上国での自然災害への補償の主張を「無限責任」の正当化と受け止められることがある。過度に高額な補償は、社会の資源・努力・関心・資金を、予防的な気候変動対策から目の前の気候変動緩和へと逸らしかねない。

## 気候正義運動・啓蒙・教育と進捗状況
「気候正義」という概念はこの語が定着する以前から気候問題政策などに強い影響を与えてきた。その後「バリ気候正義原則」など、環境立法の分野で多数の枠組みが作成・活用されてきた。
1990年12月、国連は気候変動枠組条約（FCCC）草案を起草するために政府間交渉委員会（INC）を設置し、それは1992年6月のリオデジャネイロにおける国連環境開発会議（UNCED）で採択された。「環境と開発」という名称が示すように、持続可能な開発と気候変動対策を連携させることが根本的な目的であった。その起草に際しては、気候正義の中心的な問題である、気候変動抑制の責任を先進国と発展途上国の間でいかに公平に分担するかという課題に向き合わざるを得なかった。
責任分担の公正な条件に関する問題は、発展途上国からの気候正義に関する発言を通じてINCに強く提起された。その結果FCCCは、現在も議論の的となっている気候正義の原則を条文第3.1条に盛り込んだ：「締約国は、現在および将来の世代の人類の利益のために、衡平性の原則および共通だが差異ある責任とそれぞれの能力に基づいて、気候系を保護すべきである。したがって先進締約国は、気候変動およびその悪影響への対応において主導的役割を果たすべきである」。ここに組み込まれた気候正義の第一の原則は、利益（および負担）の計算に現在の世代だけでなく将来世代も含めるというものである。第二は、責任は「共通だが差異がある」という原則で、すべての国に何らかの責任があるが、公正な責任の内容は国の種類によって異なるというものである。第三に、公正を考慮すると先進国の責任はより大きいべきだという点であるが、どの程度大きくすべきかについては政治的な議論が続いている。
2000年COP6と同時期に気候正義サミットがハーグで開催された。このサミットの目的は、「気候変動は権利の問題である」と確認し、「国や国境を越えた連携」を構築することにあった。その後2002年8月から9月にかけて、国際環境団体がヨハネスブルクで地球サミット（通称リオ＋10）を開催し、バリ気候正義原則が採択された。この原則は気候正義の問題を技術的・物流的問題としてではなく、社会的および人権問題として枠組み化するものである。そこでは生命の権利や共同体の重要性が強調され、環境権保護の必要性が訴えられている。バリ原則は、石油産業やグローバル・ノース諸国のような加害主体に責任を取らせることを求めている。また、恵まれない集団間の衡平性の問題に言及し、将来世代のために環境を保護することを奨励している。（前出「定義と目的：バリ気候正義原則」の項を参照）
2004年南アフリカのダーバンで開催された国際会議において、ダーバン気候正義グループが結成された。ここではNGOおよび民衆運動の代表が、気候変動に取り組むための現実的な政策について議論した。
2007年、インドネシアバリ島で開催された第13回国連気候変動会議（COP13）において、グローバル・サウスおよび北側の低所得コミュニティの代表がグローバル連合「今すぐ気候正義（Climate Justice Now!）」を設立し、バリ原則を反映した「真の解決策」を発表した。
2008年にはジュネーブで開催された初の「Global Humanitarian Forum」で気候正義が中心議題となった。
2009年にはコペンハーゲン・サミットに向けて「Climate Justice Action 」ネットワークが結成され、サミット中の市民的不服従と直接行動を提案し、多くの活動家が「システムを変えよう、気候を変えるな（System Change, Not Climate Change）」というスローガンを用いた。
2010年4月、ボリビアのティキパヤで「気候変動と母なる地球の権利に関する世界民衆会議」が開催された。これはボリビア政府が主催した市民社会と各国政府のグローバルな集会であり、「民衆協定」その他が発表され、気候正義の強化などが提唱された。
2013年9月、メアリー・ロビンソン財団と世界資源研究所が主催する「Climate Justice Dialogue」が「気候正義に関する宣言」を発表し、COP21で交渉される予定の協定の起草者に訴えを行った。
2018年12月には、「People's Demands for Climate Justice」が29万2千人と366の団体により署名され、COP24の政府代表に対し6つの気候正義要求を満たすよう求めた。その一つは「この危機を主に引き起こしてきた先進国が、自らの『公平な分担』を履行すること」である。
2019年9月、スウェーデンの環境活動家グレタ・トゥーンベリ氏の行動を皮切りに世界中の若者が「今こそ気候正義を（Climate justice now）」をかけ声にグローバル気候マーチなど一連の運動を展開した。
2023年6月のパリ気候資金サミットでは一定の進展があった。世界銀行は、低所得国が気候災害に見舞われた場合一時的に債務返済を停止できるようにした。気候脆弱国への支援は多くが債務として提供されており、それが脆弱国の状況を悪化させる一因となっている。今後数年間で約3000億ドルが財政支援として約束されたが、実際に問題を解決するには数兆ドルが必要である。100人以上の著名な経済学者が、超富裕層への課税（2％課税で約2.5兆ドルが得られる）を解決策として提唱する書簡に署名した。この課税は気候変動における「損失と損害」メカニズムとして機能させることができる。なぜなら最富裕層1％が最貧困層50％の2倍以上もの排出量を占めているからである(「気候正義#経済格差：富裕層による不正義」の項参照）。
2026年9月よりイギリスのサセックス大学は、14歳から18歳の若者のほとんどがより厳格な気候変動教育を望んでいることが調査により判明したことを受け、同国初となる「気候正義」に特化した学部（Climate Justice, Sustainability and Development BA（気候正義・持続可能性・開発学 学士課程）を開設する。その特徴は自然科学の枠にとどまらず、社会正義や歴史的責任から、経済的転換までを網羅的に学ぶ点にあり、1年次には「脱炭素化と脱植民地化」、2年次には「正義の争いと、自然界との関係」をテーマとして学び、3年次の研究に継続する。

## 引用
1. ↑  “What is Climate Justice?”. Global Witness. 2023年10月25日閲覧。
2. ↑  Schlosberg, David; Collins, Lisette B. (May 2014). “From environmental to climate justice: climate change and the discourse of environmental justice” (英語). WIREs Climate Change 5 (3):  359–374. Bibcode: 2014WIRCC...5..359S. doi:10.1002/wcc.275. ISSN 1757-7780.
3. ↑  Commons Librarian (2024年6月17日). “Social Justice Resources for Teachers: Topic Guide. Climate change.” (英語). The Commons Social Change Library. 2024年7月7日閲覧。
4. ↑  “Climate Equality: A Planet For the 99%”.   Oxfam (2023年11月). 2023年11月24日閲覧。
5. ↑  “Climate change is a matter of justice – here's why | UNDP Climate Promise” (英語). climatepromise.undp.org (2023年6月26日). 2025年4月9日閲覧。
6. ↑  Nations, United. “Causes and Effects of Climate Change” (英語). United Nations. 2025年4月23日閲覧。
7. ↑  “Kofi Annan launches climate justice campaign track”. Global Humanitarian Forum (2009年10月1日). 2011年7月15日時点のオリジナルよりアーカイブ。2022年5月11日閲覧。
8. ↑  Koch, Wendy (2011年3月7日). “Study: Climate change affects those least responsible”. USA Today.  オリジナルの2015年12月7日時点におけるアーカイブ。
9. ↑  “Africa Speaks up on Climate Change”. 2025年5月29日閲覧。 “富裕国では迫り来る気候危機は経済に影響する懸念事項に過ぎないが、アフリカではそもそも気候変動にほとんど責任がないのに死活問題である。”
10. ↑  “Central knowledge-base for climate policy data”.   Climate Policy Radar. 2025年5月29日閲覧。
11. ↑  Jolly, Patricia (2018年10月9日). “Les Pays-Bas sommés par la justice d'intensifier leur lutte contre le changement climatique [The Netherlands ordered by the courts to step up its fight against climate change]” (フランス語). Le Monde.  オリジナルの2018年10月12日時点におけるアーカイブ。 2018年10月18日閲覧。
12. 1 2  Newell, Peter; Srivastava, Shilpi; Naess, Lars Otto; Torres Contreras, Gerardo A.; Price, Roz (July 2020). “Towards Transformative Climate Justice: Key Challenges and Future Directions for Research”. Working Paper Volume 2020 (Sussex, UK: Institute for Development Studies) (540). hdl:20.500.12413/15497.  オリジナルの16 November 2020時点におけるアーカイブ。 2022年5月11日閲覧。.
13. ↑  De Vries, Annick; Werner, Gijsbert; Wijlhuizen, Elsenoor; Toom, Victor; Bovens, Mark; Hulscher, Suzanne (2024) (英語). Justice in Climate Policy. Research for Policy. doi:10.1007/978-3-031-59427-4. ISBN 978-3-031-59426-7
14. 1 2 3  “Climate Equity or Climate Justice? More than a question of terminology”.   International Union for Conservation of Nature (IUCN) (2021年3月19日). 2022年9月28日時点のオリジナルよりアーカイブ。2025年5月29日閲覧。
15. ↑  Powers, Melissa (4 December 2019). “Energy transition: reforming social metabolism”. Research Handbook on Global Climate Constitutionalism. doi:10.4337/9781788115810.00020. ISBN 978-1-78811-581-0.
16. 1 2  “Bali Principles of Climate Justice”. EJnet.org (2002年8月29日). 2025年5月29日閲覧。
17. ↑  “Bali Principles of Climate Justice | corpwatch”. www.corpwatch.org. 2025年6月1日閲覧。
18. ↑  Program, International Climate Justice (2022年8月26日). “Looking Back on Bali” (英語). RLS-NYC. 2025年6月1日閲覧。
19. ↑  Newell, Peter; Srivastava, Shilpi; Naess, Lars Otto; Contreras, Gerardo A. Torres; Price, Roz (2021). “Toward transformative climate justice: An emerging research agenda” (英語). WIREs Climate Change 12 (6):  e733. Bibcode: 2021WIRCC..12E.733N. doi:10.1002/wcc.733. ISSN 1757-7799.  オリジナルの30 May 2022時点におけるアーカイブ。 2021年11月16日閲覧。.
20. 1 2 3  Whyte, Kyle (6 January 2017). “"Our ancestors' dystopia now: Indigenous Conservation and the anthropocene."”. SSRN.
21. 1 2 3 4  Davis, Heather; Todd, Zoe (2017-12-20). “On the Importance of a Date, or, Decolonizing the Anthropocene” (英語). ACME: An International Journal for Critical Geographies 16 (4):  761–780. doi:10.14288/acme.v16i4.1539. ISSN 1492-9732.
22. 1 2 3  Whyte, Kyle (11 March 2022). “"Settler colonialism, ecology, and environmental injustice."”. Indigenous Resurgence.
23. ↑  Sardo, Michael Christopher (14 September 2020). “Responsibility for climate justice: Political not moral” (英語). European Journal of Political Theory 22:  26–50. doi:10.1177/1474885120955148. ISSN 1474-8851.
24. ↑  Goh, Kian (2 April 2020). “Planning the Green New Deal: Climate Justice and the Politics of Sites and Scales”. Journal of the American Planning Association 86 (2):  188–195. doi:10.1080/01944363.2019.1688671. ISSN 0194-4363.
25. ↑  Gilio-Whitaker, Dina. As Long as Grass Grows
26. ↑  T. V. Reed (Summer 2009). “Toxic Colonialism, Environmental Justice, and Native Resistance in Silko's Almanac of the Dead”. MELUS 34 (2, Ethnicity and Ecocriticism):  25–42. doi:10.1353/mel.0.0023. JSTOR 20532677.
27. ↑  ● Emissions data source: “Territorial (MtCO₂) / 1) Emissions / Carbon emissions / Chart View”.   Global Carbon Atlas. 2025年5月29日閲覧。 (archive on Our World in Data)

● Country population data source: “Population, total / All Countries and Economies / Most Recent Value (Thousands)”.   World Bank. 2025年1月22日時点のオリジナルよりアーカイブ。2025年5月29日閲覧。
28. ↑  “Is a Successful Ecological Turnaround of Capitalism Possible?”. Heinrich-Böll-Stiftung. 2018年12月17日時点のオリジナルよりアーカイブ。2016年4月6日閲覧。
29. ↑  “Climate Justice Begins at Home: Conceptual, Pragmatic and Transformative Approaches to Climate Justice in Scotland”. Scottish Affairs 25 (2):  225–252. (2016). doi:10.3366/SCOT.2016.0128. hdl:20.500.11820/9385e844-d046-41db-80e9-6c8e68d3e3dd.  オリジナルの30 May 2022時点におけるアーカイブ。 2022年5月30日閲覧。.
30. ↑  Biologists say half of all species could be extinct by end of the century. The Guardian. February 25, 2017.
31. ↑  “Emissions Gap Report 2020 - Executive Summary”.  UNEP (2020年). 2025年3月11日閲覧。
32. ↑  “The world’s top 1% of emitters produce over 1000 times more CO2 than the bottom 1% – Analysis” (英語). IEA (2023年2月22日). 2025年3月11日閲覧。
33. ↑  “When China will pass the U.S. in planet warming carbon emissions”. Washington Post (2023年3月1日). 2023年3月1日時点の[https:/www.washingtonpost.com/climate-environment/interactive/2023/global-warming-carbon-emissions-china-us/ オリジナル]よりアーカイブ。2025年3月11日閲覧。
34. ↑  “Climate change: More than 3bn could live in extreme heat by 2070”. BBC News. (2020年5月5日).  オリジナルの2020年5月5日時点におけるアーカイブ。 2020年5月6日閲覧。
35. ↑  Xu, Chi; Kohler, Timothy A.; Lenton, Timothy M.; Svenning, Jens-Christian; Scheffer, Marten (26 May 2020). “Future of the human climate niche – Supplementary Materials”. Proceedings of the National Academy of Sciences 117 (21):  11350–11355. Bibcode: 2020PNAS..11711350X. doi:10.1073/pnas.1910114117. ISSN 0027-8424. PMC 7260949. PMID 32366654.
36. ↑  Schöngart, Sarah; Nicholls, Zebedee; Hoffmann, Roman; Pelz, Setu; Schleussner, Carl-Friedrich (2025-05-07). “High-income groups disproportionately contribute to climate extremes worldwide” (英語). Nature Climate Change:  1–7. doi:10.1038/s41558-025-02325-x. ISSN 1758-6798.
37. ↑  Tandon, Ayesha (2025年5月7日). “Two-thirds of global warming since 1990 caused by world’s ‘wealthiest 10%’” (英語). Carbon Brief. 2025年5月15日閲覧。
38. 1 2  Wiedmann, Thomas; Lenzen, Manfred; Keyßer, Lorenz T.; Steinberger, Julia K. (19 June 2020). “Scientists' warning on affluence” (英語). Nature Communications 11 (1):  3107. Bibcode: 2020NatCo..11.3107W. doi:10.1038/s41467-020-16941-y. ISSN 2041-1723. PMC 7305220. PMID 32561753.
39. ↑  Nielsen, Kristian S.; Nicholas, Kimberly A.; Creutzig, Felix; Dietz, Thomas; Stern, Paul C. (30 September 2021). “The role of high-socioeconomic-status people in locking in or rapidly reducing energy-driven greenhouse gas emissions” (英語). Nature Energy 6 (11):  1011–1016. Bibcode: 2021NatEn...6.1011N. doi:10.1038/s41560-021-00900-y. ISSN 2058-7546.
40. ↑  Gore, Tim (2020年9月23日). “Confronting carbon inequality” (英語). Oxfam International. 2022年3月24日時点のオリジナルよりアーカイブ。2022年3月20日閲覧。
41. ↑  “The Carbon Inequality Era: An assessment of the global distribution of consumption emissions among individuals from 1990 to 2015 and beyond”. Stockholm Environment Institute (2020年9月). 2022年1月22日時点のオリジナルよりアーカイブ。2022年5月11日閲覧。
42. ↑  Clifford, Catherine (2021年1月26日). “The '1%' are the main drivers of climate change, but it hits the poor the hardest: Oxfam report” (英語). CNBC.  オリジナルの2021年10月28日時点におけるアーカイブ。 2021年10月28日閲覧。
43. ↑  “The Inequality Virus” (英語). Oxfam International (2021年1月25日). 2021年10月28日時点のオリジナルよりアーカイブ。2021年10月28日閲覧。
44. ↑  Environment, U. N. (2020年12月1日). “Emissions Gap Report 2020” (英語). www.unep.org. 2025年6月2日閲覧。
45. ↑  “How the rich are driving climate change” (英語). BBC (2021年10月28日). 2021年11月5日時点のオリジナルよりアーカイブ。2021年11月7日閲覧。
46. ↑  Watts, Jonathan (2023年11月20日). “Richest 1% account for more carbon emissions than poorest 66%, report says” (英語). The Guardian.  オリジナルの2023年8月15日時点におけるアーカイブ。 2023年11月21日閲覧。
47. ↑  Carrington, Damian (2023年11月20日). “Revealed: the huge climate impact of the middle classes” (英語). The Guardian.  オリジナルの2023年11月20日時点におけるアーカイブ。 2023年11月21日閲覧。
48. ↑  Oswald, Yannick; Owen, Anne; Steinberger, Julia K. (March 2020). “Large inequality in international and intranational energy footprints between income groups and across consumption categories” (英語). Nature Energy 5 (3):  231–239. Bibcode: 2020NatEn...5..231O. doi:10.1038/s41560-020-0579-8. ISSN 2058-7546.  オリジナルの28 October 2021時点におけるアーカイブ。 2021年11月16日閲覧。.
49. ↑  Pearce, Joshua M.; Parncutt, Richard (2023). “Quantifying Global Greenhouse Gas Emissions in Human Deaths to Guide Energy Policy” (英語). Energies 16 (16):  6074. doi:10.3390/en16166074. ISSN 1996-1073.
50. ↑  “Global Warming May Result in a Billion Premature Deaths by 2100: Study | Weather.com” (英語). The Weather Channel. 2023年9月10日閲覧。
51. ↑  Islam, S. Nazrul; Winkel, John (2017). Climate Change and Social Inequality. New York: UN DESA.  オリジナルの16 January 2019時点におけるアーカイブ。 2019年10月31日閲覧。
52. ↑  “Climate Justice and Feminism Resource Collection” (英語). The Commons Social Change Library (2020年5月4日). 2024年7月7日閲覧。
53. ↑  Baird, Rachel (2008年4月). “Impact of Climate Change on Minorities and Indigenous Peoples”. 2019年5月20日時点のオリジナルよりアーカイブ。2025年5月29日閲覧。
54. ↑  “Inequality and climate change: how to untangle the injustice | UNESCO Inclusive Policy Lab” (英語). en.unesco.org. 2025年6月3日閲覧。
55. ↑  United Nations Research Institute for Social Development (UNRISD) (2016). UNRISD Flagship Report Policy Innovations Transformative Change: Implementing the 2030 Agenda for Sustainable Development. Geneva, Switzerland: UNRISD. pp. 18, 50. ISBN 978-92-9085-098-4
56. ↑  Policy Innovations for Transformative Change: Implementing the 2030 Agenda for Sustainable Development (PDF) (Report). Geneva: United Nations Research Institute for Social Development (UNRISD). 2016. ISBN 978-92-9085-098-4. 2022年5月19日時点のオリジナルよりアーカイブ (PDF). 2022年5月11日閲覧.
57. ↑  Jafry, Tahseen, ed (2019). Routledge handbook of climate justice. Abingdon, Oxon: Routledge. ISBN 978-1-315-53768-9. OCLC 1056201868
58. ↑  “気候難民とは？増加する原因や世界中で起こる事例を紹介 1 ページ目”. エコトピア (2025年6月18日). 2025年7月14日閲覧。
59. ↑  “Climate change and displacement” (英語). UNHCR. 2025年7月14日閲覧。
60. ↑  “Environmental Migration | IOM, UN Migration | Environmental Migration Portal” (英語). environmentalmigration.iom.int. 2025年7月14日閲覧。
61. ↑  Grant, Luke; Vanderkelen, Inne; Gudmundsson, Lukas; Fischer, Erich; Seneviratne, Sonia I.; Thiery, Wim (7 May 2025). “Global emergence of unprecedented lifetime exposure to climate extremes”. Nature 641:  374-379. doi:10.1038/s41586-025-08907-1. PMC 12058528.
62. ↑  Jordans, Frank (2021年4月29日). “Court: Germany must share climate burden between young, old”. Associated Press.  オリジナルの2021年4月29日時点におけるアーカイブ。 2025年5月8日閲覧。 ● “Verfassungsbeschwerden gegen das Klimaschutzgesetz teilweise erfolgreich (Constitutional complaints against the Climate Protection Act partially successful)” (German). bundesverfassungsgericht.de.   Bundesverfassungsgerichts (Federal Constitutional Court). 2021年5月3日時点のオリジナルよりアーカイブ。2025年4月9日閲覧。
63. ↑  Gramling, Carolyn (2021年10月1日). “2020 babies may suffer up to seven times as many extreme heat waves as 1960s kids”. Science News.  オリジナルの2022年5月11日時点におけるアーカイブ。 2021年10月18日閲覧。
64. ↑  Thiery, Wim; Lange, Stefan; Rogelj, Joeri; Schleussner, Carl-Friedrich; Gudmundsson, Lukas; Seneviratne, Sonia I.; Andrijevic, Marina; Frieler, Katja et al. (8 October 2021). “Intergenerational inequities in exposure to climate extremes”. Science 374 (6564):  158–160. Bibcode: 2021Sci...374..158T. doi:10.1126/science.abi7339. PMID 34565177.  オリジナルの11 May 2022時点におけるアーカイブ。 2021年10月28日閲覧。.
65. ↑  Milfont, Taciano L.; Zubielevitch, Elena; Milojev, Petar; Sibley, Chris G. (2021-07-06). “Ten-year panel data confirm generation gap but climate beliefs increase at similar rates across ages” (英語). Nature Communications 12 (1):  4038. doi:10.1038/s41467-021-24245-y. ISSN 2041-1723. PMC 8260718. PMID 34230472.
66. ↑  Whitlock, Janis (2023-05). “Climate change anxiety in young people” (英語). Nature Mental Health 1 (5):  297–298. doi:10.1038/s44220-023-00059-3. ISSN 2731-6076.
67. ↑  Schechter, David (2023年3月2日). “As climate changes, climate anxiety rises in youth - CBS News” (英語). www.cbsnews.com. 2024年9月25日閲覧。
68. ↑  “Young People are Worried About Climate Change, and Rightfully So”. harvardpolitics.com. 2024年9月25日閲覧。
69. ↑  ジョン・ドーア本人が著書「Speed and Scale」（ ISBN 0593421345 / 9780593421345 ） で述べている。
70. ↑  Lenton, Timothy M.; Rockström, Johan; Gaffney, Owen; Rahmstorf, Stefan; Richardson, Katherine; Steffen, Will; Schellnhuber, Hans Joachim (2019-11-28). “Climate tipping points — too risky to bet against” (英語). Nature 575 (7784):  592–595. Bibcode: 2019Natur.575..592L. doi:10.1038/d41586-019-03595-0. hdl:10871/40141. ISSN 0028-0836. PMID 31776487.  オリジナルの19 March 2022時点におけるアーカイブ。 2022年3月18日閲覧。.
71. ↑  Shue, Henry (2021). The pivotal generation: why we have a moral responsibility to slow climate change right now. Princeton University Press. ISBN 978-0-691-22007-9. OCLC 1245960372
72. ↑  Walsh, K. J. E.; Camargo, S. J.; Knutson, T. R.; Kossin, J.; Lee, T. -C.; Murakami, H.; Patricola, C. (1 December 2019). “Tropical cyclones and climate change” (英語). Tropical Cyclone Research and Review 8 (4):  240–250. Bibcode: 2019TCRR....8..240W. doi:10.1016/j.tcrr.2020.01.004. hdl:11343/192963. ISSN 2225-6032.
73. 1 2  Christian-Smith, Juliet; Peter H. Gleick; Heather Cooley (2012). A twenty-first century US water policy. Oxford: Oxford University Press. ISBN 978-0-19-985944-3
74. 1 2  Giroux, Henry A. (2006). “Reading Hurricane Katrina: Race, Class, and the Biopolitics of Disposability”. College Literature 33 (3):  171–196. doi:10.1353/lit.2006.0037.
75. ↑  Elliott, James R.; Pais, Jeremy (2006). “Race, class, and Hurricane Katrina: Social differences in human responses to disaster”. Social Science Research 35 (2):  295–321. doi:10.1016/j.ssresearch.2006.02.003.
76. ↑  Masozera, Michel (2007). “Distribution of impacts of natural disasters across income groups: A case study of New Orleans”. Ecological Economics 63 (2–3):  299–306. Bibcode: 2007EcoEc..63..299M. doi:10.1016/j.ecolecon.2006.06.013.
77. ↑  Mohai, Paul; Pellow, David; Roberts, J. Timmons (2009). “Environmental Justice”. Annual Review of Environment and Resources 34 (1):  405–430. doi:10.1146/annurev-environ-082508-094348.
78. ↑  Timmons Roberts, J. (December 2009). “The International Dimension of Climate Justice and the Need for International Adaptation Funding”. Environmental Justice 2 (4):  185–190. Bibcode: 2009EnvJ....2..185T. doi:10.1089/env.2009.0029.
79. 1 2 3  “Vulnerability of the agricultural sector of Latin America to climate change”. Climate Research 9:  1–7. (1997). Bibcode: 1997ClRes...9....1B. doi:10.3354/cr009001.  オリジナルの11 May 2022時点におけるアーカイブ。 2022年3月11日閲覧。.
80. 1 2 3 4 5  “The impact of climate change on smallholder and subsistence agriculture”. Proceedings of the National Academy of Sciences of the United States of America 104 (50):  19680–5. (December 2007). doi:10.1073/pnas.0701855104. PMC 2148357. PMID 18077400.
81. ↑  “The potential impacts of climate change on maize production in Africa and Latin America in 2055”. Global Environmental Change 13 (1):  51–59. (April 2003). Bibcode: 2003GEC....13...51J. doi:10.1016/S0959-3780(02)00090-0.
82. 1 2  “In Honduras, years of drought pressure farmers to leave land - Honduras | ReliefWeb” (英語). reliefweb.int (2019年9月27日). 2025年6月2日閲覧。
83. ↑  Masters, Jeff (2019年12月23日). “Fifth Straight Year of Central American Drought Helping Drive Migration”. Scientific American.  オリジナルの2021年6月7日時点におけるアーカイブ。 2021年6月1日閲覧。
84. 1 2  Davies, Mark; Guenther, Bruce; Leavy, Jennifer; Mitchell, Tom; Tanner, Thomas (February 2009). “Climate Change Adaptation, Disaster Risk Reduction and Social Protection: Complementary Roles in Agriculture and Rural Growth?”. IDS Working Papers 2009 (320):  01–37. doi:10.1111/j.2040-0209.2009.00320_2.x.  オリジナルの30 May 2022時点におけるアーカイブ。 2022年3月11日閲覧。.
85. ↑  Green, Lisa; Schmook, Birgit; Radel, Claudia; Mardero, Sofia (March 2020). “Living Smallholder Vulnerability: The Everyday Experience of Climate Change in Calakmul, Mexico”. Journal of Latin American Geography (University of Texas Press) 19 (2):  110–142. doi:10.1353/lag.2020.0028.
86. ↑  Adger, Neil; Jouni Paavola; Saleemul Huq, eds (2006). Fairness in adaptation to climate change. Cambridge, MA: MIT Press. ISBN 978-0-262-01227-0
87. ↑  “Pakistan floods a 'litmus test' for climate justice says Guterres | UN News” (英語). news.un.org (2023年9月27日). 2024年10月23日閲覧。
88. ↑  Washington Post Staff (2021年11月13日). “The Glasgow climate pact, annotated”. The Washington Post.  オリジナルの2021年11月14日時点におけるアーカイブ。
89. ↑  “Can cost benefit analysis grasp the climate change nettle? And can we...” (英語). Oxford Martin School. 2019年11月11日閲覧。
90. ↑  Kotz, Mazimilian.; Levermann, Anders; Wenz, Leonie (2024-04-17). “The economic commitment of climate change” (英語). Nature 628 (8008):  551–557. Bibcode: 2024Natur.628..551K. doi:10.1038/s41586-024-07219-0. PMC 11023931. PMID 38632481.
91. ↑  Caney, Simon (2021). “Climate Justice”. In Zalta, Edward N. (ed.). The Stanford Encyclopedia of Philosophy (Winter 2021 ed.). Metaphysics Research Lab, Stanford University. 2022年3月18日時点のオリジナルよりアーカイブ. 2022年3月18日閲覧.
92. ↑  Grasso, Marco; Heede, Richard (19 May 2023). “Time to pay the piper: Fossil fuel companies' reparations for climate damages”. One Earth 6 (5):  459–463. Bibcode: 2023OEart...6..459G. doi:10.1016/j.oneear.2023.04.012. hdl:10281/416137.
93. ↑  Caney, Simon (2014). “Two Kinds of Climate Justice: Avoiding Harm and Sharing Burdens” (英語). Journal of Political Philosophy 22 (2):  125–149. doi:10.1111/jopp.12030. ISSN 1467-9760.
94. ↑  Carrington, Damian (2025年4月22日). “'Spiral of silence': climate action is very popular, so why don't people realise it?”. The Guardian 2025年5月4日閲覧。
95. 1 2  Isabella Kaminski (2019年12月20日). “Dutch supreme court upholds landmark ruling demanding climate action”. The Guardian.  オリジナルの2019年12月20日時点におけるアーカイブ。 2019年12月20日閲覧。
96. ↑  “CASO No. 1149-19-JP/20” (スペイン語). CorteConstitucional.gob.ec.   Constitutional Court of Ecuador. pp. VI. Conclusiones (2021年11月10日). 2021年12月2日時点のオリジナルよりアーカイブ。2025年5月8日閲覧。
97. ↑  Surma, Katie (2021年12月3日). “Ecuador's High Court Affirms Constitutional Protections for the Rights of Nature in a Landmark Decision”. Inside Climate News.  オリジナルの2021年12月3日時点におけるアーカイブ。 2025年5月8日閲覧。 In a case involving mining in a protected region of the Ecuadorian rainforest, the Constitutional Court of Ecuador issued a landmark decision interpreting the country's constitutional provisions to grant rights and confer protections to ecosystems.
98. ↑  “Climate change litigation - what is it and what to expect? | Lexology” (英語). www.lexology.com (2020年2月27日). 2021年4月14日時点のオリジナルよりアーカイブ。2020年9月20日閲覧。
99. ↑  Pasquale Viola (29 March 2022). Climate Constitutionalism Momentum: Adaptive Legal Systems. Springer Nature. ISBN 978-3-03-097336-0.  オリジナルの16 March 2024時点におけるアーカイブ。 2022年5月5日閲覧。
100. ↑  Orangias, Joseph (1 December 2021). “Towards global public trust doctrines: an analysis of the transnationalisation of state stewardship duties”. Transnational Legal Theory 12 (4):  550–586. doi:10.1080/20414005.2021.2006030.
101. ↑  “Global Climate Litigation Report / 2023 Status Review”. p. XIV (2023年). 2023年7月29日時点のオリジナルよりアーカイブ。2025年5月29日閲覧。
102. ↑  “Juliana v. United States” (英語). Our Children's Trust. 2025年5月8日閲覧。
103. ↑  “The Climate Case: Saúl versus RWE | Germanwatch e.V.” (英語). www.germanwatch.org (2025年3月13日). 2025年5月8日閲覧。
104. ↑  Noor, Dharna (2023年6月12日). “Young Montana residents bring climate change case to court for first time ever”. The Guardian.  オリジナルの2023年6月12日時点におけるアーカイブ。
105. ↑  Uyeda, Ray Levy (2022年4月13日). “Fossil fuels v our future: young Montanans wage historic climate fight”. The Guardian.  オリジナルの2023年3月10日時点におけるアーカイブ。
106. ↑  Gelles, David (2023年3月24日). “In Montana, It's Youth vs. the State in a Landmark Climate Case”. The New York Times.  オリジナルの2023年6月14日時点におけるアーカイブ。
107. ↑  “The Constitution of the State of Montana”. courts.mt.gov.   Montana Judicial Branch (1972年3月22日). 2023年5月28日時点のオリジナルよりアーカイブ。 Template:Cite webの呼び出しエラー：引数 accessdate は必須です。
108. ↑  Hanson, Amy Beth; Brown, Matthew (2023年8月14日). “Young environmental activists prevail in first-of-its-kind climate change trial in Montana”. AP News.  オリジナルの2023年8月17日時点におけるアーカイブ。
109. ↑  Brown, Matthew; Hanson, Amy Beth (2024年7月10日). “Republicans urge reversal of landmark ruling in Montana climate change lawsuit by young plaintiffs”. AP News.  オリジナルの2024年7月11日時点におけるアーカイブ。
110. ↑  Zraic, Karen (2024年12月18日). “Youth Climate Activists Get Major Win in Montana Supreme Court”. The New York Times.  オリジナルの2024年12月19日時点におけるアーカイブ。
111. ↑  Stephen Humphreys, ed (2010). Human rights and climate change. Cambridge: Cambridge University Press. ISBN 978-0-511-76998-6. OCLC 652432164
112. ↑  “New UN Report Details Link between Climate Change and Human Rights” (英語). UN Environment (2017年10月5日). 2022年3月20日閲覧。
113. ↑  “Report of the Human Rights Council on its thirty-first session. Advance unedited version”. Human Rights Council (2016年7月22日). 2022年8月17日閲覧。
114. ↑  Rajamani, Lavanya (2019-06-26). “Integrating Human Rights in the Paris Climate Architecture: Contest, Context, and Consequence”. Climate Law 9 (3):  180–201. doi:10.1163/18786561-00903003. ISSN 1878-6553.
115. ↑  “Working Group II — IPCC”. 2025年6月1日閲覧。
116. ↑  “AR6 Climate Change 2022: Impacts, Adaptation and Vulnerability — IPCC”. 2022年3月20日閲覧。
117. ↑  “World Energy Investment 2023”. IEA.org.   International Energy Agency. p. 61 (2023年5月). 2023年8月7日時点のオリジナルよりアーカイブ。2025年5月29日閲覧。
118. ↑  Bousso, Ron (2023年2月8日). “Big Oil doubles profits in blockbuster 2022”. Reuters.  オリジナルの2023年3月31日時点におけるアーカイブ。 ● Details for 2020 from the more detailed diagram in King, Ben (2023年2月12日). “Why are BP, Shell, and other oil giants making so much money right now?”. BBC.  オリジナルの2023年4月22日時点におけるアーカイブ。
119. ↑  Bousso, Ron (2023年2月8日). “Big Oil doubles profits in blockbuster 2022”. Reuters.  オリジナルの2023年3月31日時点におけるアーカイブ。 ● Details for 2020 from the more detailed diagram in King, Ben (2023年2月12日). “Why are BP, Shell, and other oil giants making so much money right now?”. BBC.  オリジナルの2023年4月22日時点におけるアーカイブ。
120. ↑  Bousso, Ron (2023年2月8日). “Big Oil doubles profits in blockbuster 2022”. Reuters.  オリジナルの2023年3月31日時点におけるアーカイブ。 ● Details for 2020 from the more detailed diagram in King, Ben (2023年2月12日). “Why are BP, Shell, and other oil giants making so much money right now?”. BBC.  オリジナルの2023年4月22日時点におけるアーカイブ。
121. ↑  “Analysis: Which countries are historically responsible for climate change? / Historical responsibility for climate change is at the heart of debates over climate justice.”. CarbonBrief.org.   Carbon Brief (2021年10月5日). 2021年10月26日時点のオリジナルよりアーカイブ。2025年5月8日閲覧。 “Source: Carbon Brief analysis of figures from the Global Carbon Project, CDIAC, Our World in Data, Carbon Monitor, Houghton and Nassikas (2017) and Hansis et al (2015).”
122. ↑  “Electricity consumption from fossil fuels, nuclear and renewables, 2020”. OurWorldInData.org.   Our World in Data consolidated data from BP and Ember (2021年11月3日). 2021年11月3日時点のオリジナルよりアーカイブ。2025年5月8日閲覧。
123. ↑  “Climate Change Indicators: U.S. Greenhouse Gas Emissions / Figure 3. U.S. Greenhouse Gas Emissions per Capita and per Dollar of GDP, 1990–2020”. EPA.gov.   U.S. Environmental Protection Agency (2016年6月27日). 2023年4月5日時点のオリジナルよりアーカイブ。2025年5月29日閲覧。
124. ↑  “Trends in global CO2 and total greenhouse gas emissions: 2019 Report”. 2020年10月31日時点のオリジナルよりアーカイブ。2020年10月25日閲覧。
125. ↑  Heinrichs, Heidi Ursula; Schumann, Diana; Vögele, Stefan; Biß, Klaus Hendrik; Shamon, Hawal; Markewitz, Peter; Többen, Johannes; Gillessen, Bastian et al. (1 May 2017). “Integrated assessment of a phase-out of coal-fired power plants in Germany”. Energy 126:  285–305. Bibcode: 2017Ene...126..285H. doi:10.1016/j.energy.2017.03.017.
126. ↑  Tabuchi, Hiroko (2022年11月21日). “Inside the Saudi Strategy to Keep the World Hooked on Oil”. The New York Times 2022年11月21日閲覧。
127. ↑  “OPEC Digital Publications - World Oil Outlook”. publications.opec.org. 2024年12月3日時点のオリジナルよりアーカイブ。2024年12月12日閲覧。
128. ↑  Tabuchi, Hiroko (2022年11月21日). “Inside the Saudi Strategy to Keep the World Hooked on Oil”. The New York Times 2022年11月21日閲覧。
129. ↑  Muttitt, Greg; Kartha, Sivan (13 September 2020). “Equity, climate justice and fossil fuel extraction: principles for a managed phase out”. Climate Policy 20 (8):  1024–1042. Bibcode: 2020CliPo..20.1024M. doi:10.1080/14693062.2020.1763900. ISSN 1469-3062.
130. ↑  Welsby, Dan; Price, James; Pye, Steve; Ekins, Paul (September 2021). “Unextractable fossil fuels in a 1.5 °C world” (英語). Nature 597 (7875):  230–234. Bibcode: 2021Natur.597..230W. doi:10.1038/s41586-021-03821-8. ISSN 1476-4687. PMID 34497394.
131. ↑  Muttitt, Greg; Kartha, Sivan (13 September 2020). “Equity, climate justice and fossil fuel extraction: principles for a managed phase out”. Climate Policy 20 (8):  1024–1042. Bibcode: 2020CliPo..20.1024M. doi:10.1080/14693062.2020.1763900. ISSN 1469-3062.  オリジナルの8 November 2021時点におけるアーカイブ。 2021年11月8日閲覧。.
132. ↑  Funnell, Dominica (2021年11月4日). “Australia dodges pledge to phase out coal by 2030s” (英語). SkyNews.  オリジナルの2021年11月7日時点におけるアーカイブ。 2021年11月8日閲覧。
133. ↑  “COP26: Document leak reveals nations lobbying to change key climate report”. BBC News. (2021年10月21日).  オリジナルの2021年11月2日時点におけるアーカイブ。 2021年11月8日閲覧。
134. ↑  Martin, Mathilde; Islar, Mine (1 March 2021). “The 'end of the world' vs. the 'end of the month': understanding social resistance to sustainability transition agendas, a lesson from the Yellow Vests in France” (英語). Sustainability Science 16 (2):  601–614. Bibcode: 2021SuSc...16..601M. doi:10.1007/s11625-020-00877-9. ISSN 1862-4057.
135. ↑  Brown, Benjamin; Spiegel, Samuel J. (1 May 2019). “Coal, Climate Justice, and the Cultural Politics of Energy Transition”. Global Environmental Politics 19 (2):  149–168. Bibcode: 2019GlEnP..19..149B. doi:10.1162/glep_a_00501. ISSN 1526-3800.
136. ↑  Bouyé, Mathilde; Dagnet, Yamide (2018-12-07) (英語). The Yellow Vests Movement Isn’t Anti-Climate Action; It’s Pro-Social Justice.
137. ↑  Ram, Manish; Osorio-Aravena, Juan Carlos; Aghahosseini, Arman; Bogdanov, Dmitrii; Breyer, Christian (1 January 2022). “Job creation during a climate compliant global energy transition across the power, heat, transport, and desalination sectors by 2050” (英語). Energy 238:  121690. Bibcode: 2022Ene...23821690R. doi:10.1016/j.energy.2021.121690. ISSN 0360-5442.
138. ↑  Dell'Anna, Federico (1 February 2021). “Green jobs and energy efficiency as strategies for economic growth and the reduction of environmental impacts” (英語). Energy Policy 149:  112031. Bibcode: 2021EnPol.14912031D. doi:10.1016/j.enpol.2020.112031. ISSN 0301-4215.
139. ↑  Jacobson, Mark Z.; Delucchi, Mark A.; Cameron, Mary A.; Coughlin, Stephen J.; Hay, Catherine A.; Manogaran, Indu Priya; Shu, Yanbo; von Krauland, Anna-Katharina (20 December 2019). “Impacts of Green New Deal Energy Plans on Grid Stability, Costs, Jobs, Health, and Climate in 143 Countries” (英語). One Earth 1 (4):  449–463. Bibcode: 2019AGUFMPA32A..01J. doi:10.1016/j.oneear.2019.12.003. ISSN 2590-3322.
140. ↑  Drews, Stefan; van den Bergh, Jeroen C.J.M. (2 October 2016). “What explains public support for climate policies? A review of empirical and experimental studies”. Climate Policy 16 (7):  855–876. Bibcode: 2016CliPo..16..855D. doi:10.1080/14693062.2015.1058240. hdl:10630/32890. ISSN 1469-3062.
141. ↑  Stadelmann-Steffen, Isabelle (1 July 2011). “Citizens as veto players: climate change policy and the constraints of direct democracy”. Environmental Politics 20 (4):  485–507. Bibcode: 2011EnvPo..20..485S. doi:10.1080/09644016.2011.589577. ISSN 0964-4016.
142. ↑  “The moral element of climate change” (英語). Stanford News.   University of Stanford (2017年2月23日). 2021年11月7日時点のオリジナルよりアーカイブ。2021年11月7日閲覧。
143. ↑  Pellow; Pulido. “Flint, Environmental Racism, and Racial Capitalism”. Capitalism Nature Socialism 27 (3):  1–16. doi:10.1080/10455752.2016.1213013.
144. ↑  “COP26: The psychological game behind a successful negotiation” (英語). phys.org. 2021年11月8日時点のオリジナルよりアーカイブ。2021年11月8日閲覧。
145. ↑  Tørstad, Vegard; Sælen, Håkon (28 May 2018). “Fairness in the climate negotiations: what explains variation in parties' expressed conceptions?”. Climate Policy 18 (5):  642–654. Bibcode: 2018CliPo..18..642T. doi:10.1080/14693062.2017.1341372. hdl:1814/48265. ISSN 1469-3062.
146. ↑  Mathiesen, Karl (2013年11月20日). “Climate talks: Should rich countries pay for damage caused by global warming?”. The Guardian.  オリジナルの2022年5月30日時点におけるアーカイブ。 2021年11月3日閲覧。
147. ↑  Kopra, Sanna (2019年11月). “Responsibility for climate justice: the role of great powers”.   University of Helsinki. hdl:10138/314725. 2021年11月9日時点のオリジナルよりアーカイブ。2021年11月3日閲覧。
148. 1 2 3  Bali Principles of Climate Justice (PDF). EJNet.org (Report). 29 August 2002. 2016年4月1日時点のオリジナルよりアーカイブ (PDF). 2019年12月20日閲覧.
149. ↑  Bolin, Bert (2007). A history of the science and politics of climate change: the role of the Intergovernmental Panel on Climate Change. Bert Bolin. Cambridge, England: Cambridge University Press. p. 69. ISBN 978-0-521-08873-2. OCLC 1058098098
150. ↑  Agarwal, Anil; Narain, Sunita (2019). “Global Warming in an Unequal World: A Case of Environmental Colonialism”. In Navroz K. Dubash (英語). India in a Warming World: Integrating Climate Change and Development. Oxford University Press. pp. 81–91. doi:10.1093/oso/9780199498734.003.0005. ISBN 978-0-19-949873-4
151. ↑  “UNITED NATIONS FRAMEWORK CONVENTION ON CLIMATE CHANGE” (1992年). 2022年5月7日時点のオリジナルよりアーカイブ。2022年3月9日閲覧。
152. ↑  Cripps, Elizabeth (2022). What climate justice means and why we should care. London: Bloomsbury Continuum. ISBN 978-1-4729-9183-6. OCLC 1295438411
153. ↑  Moellendorf, Darrel (2022). Mobilizing hope: climate change and global poverty. New York: Oxford University Press. ISBN 978-0-19-087561-9. OCLC 1285485609
154. ↑  “Alternative Summit Opens with Call for Climate Justice”. CorpWatch (2000年11月19日). 2025年5月29日閲覧。
155. ↑  “WORLD SUMMIT ON SUSTAINABLE DEVELOPMENT (WSSD): JOHANNESBURG, AUGUST 26 - SEPTEMBER 4, 2002”. worldsummit2002.org.  Heinrich Böll Foundation. 2025年5月29日閲覧。
156. ↑  “Durban Group for Climate Justice”. Transnational Institute (2009年7月6日). 2016年4月18日時点のオリジナルよりアーカイブ。2016年4月6日閲覧。
157. ↑  “Climate finance justice: International perspectives on climate policy, social justice, and capital”. Climatic Change 161 (2):  243–249. (July 2020). Bibcode: 2020ClCh..161..243.. doi:10.1007/s10584-020-02790-7.
158. ↑  “The Global Humanitarian Forum Annual Meeting 2008”. 2010年1月15日時点のオリジナルよりアーカイブ。2017年6月28日閲覧。
159. ↑  van der Zee, Bibi; Batty, David (2009年12月12日). “Copenhagen climate protesters rally”. The Guardian.  オリジナルの2018年3月20日時点におけるアーカイブ。
160. ↑  “Climate Change and Justice: On the road to Copenhagen”. Heinrich Böll Foundation. 2025年5月29日閲覧。
161. 1 2  World People's Conference on Climate Change and the Rights of Mother Earth April 22nd, Cochabamba, Bolivia - People's Agreement (Report). World People's Conference on Climate Change and the Rights of Mother Earth. 22 April 2010. 2019年12月19日時点のオリジナルよりアーカイブ. 2019年12月20日閲覧.
162. ↑  “Mary Robinson Foundation – Climate Justice | Climate Justice Dialogue”. www.mrfcj.org. 2025年6月2日閲覧。
163. ↑  “Mary Robinson Foundation – Climate Justice | Climate Justice Dialogue”. www.mrfcj.org. 2022年2月17日時点のオリジナルよりアーカイブ。2022年3月18日閲覧。
164. ↑  “The People's Demands for Climate Justice” (英語). The People's Demands for Climate Justice. 2025年6月2日閲覧。
165. ↑  “The People's Demands for Climate Justice”. The People's Demands for Climate Justice. 2018年12月8日時点のオリジナルよりアーカイブ。2018年12月8日閲覧。
166. ↑  “気候正義（Climate Justice）とは・意味 | 世界のソーシャルグッドなアイデアマガジン | IDEAS FOR GOOD” (2020年10月2日). 2025年6月3日閲覧。
167. ↑  Harvey, Fiona (2023年6月22日). “World Bank offers developing countries debt pauses if hit by climate crisis”. The Guardian 2023年6月28日閲覧。
168. ↑  “Paris Climate Finance Summit Unlocks Funding, Dodges Debt”. Health policy watch (2023年6月26日). 2023年6月28日閲覧。
169. ↑  Harvey, Fiona (2023年6月19日). “A wealth tax could help poorer countries tackle climate crisis, economists say”. The Guardian 2023年6月28日閲覧。
170. ↑  Team, Web. “Climate Justice, Sustainability and Development BA : University of Sussex” (英語). www.sussex.ac.uk. 2025年6月10日閲覧。
171. ↑  Keenan, Rachel (2025年2月27日). “Sussex to launch UK’s first climate justice undergraduate degree” (英語). The Guardian. ISSN 0261-3077 2025年6月10日閲覧。
172. ↑  “イギリス初、「気候正義」の学部が創設。需要高まるグリーンスキルの獲得へ | 世界のソーシャルグッドなアイデアマガジン | IDEAS FOR GOOD” (2025年6月9日). 2025年6月10日閲覧。

## 参考図書（日本語）
- 明日香壽川『クライメート・ジャスティス：温暖化対策と国際交渉の政治・経済・哲学』日本評論社、2015年。ISBN 978-4535558427
- 宇佐美誠編『気候正義：地球温暖化に立ち向かう規範理論』勁草書房、2019年。ISBN 978-4326102723
- 宇佐美誠『気候崩壊：次世代とともに考える』岩波ブックレット、2021年。ISBN 978-4002710471
- 国際環境NGO FoE Japan 気候変動・エネルギーチーム編『気候変動から世界をまもる30の方法：私たちのクライメート・ジャスティス!』 合同出版、2021年。ISBN 978-4772614450
- クライメート・リアリティ・プロジェクト・ジャパン編『気候変動を学ぼう: 変化の担い手になるために』合同出版、2023年。ISBN 978-4772615419
- 志葉玲『13歳からの環境問題』かもがわ出版、2020年。ISBN 978-4780310825